# 나는 딴따라다
《나는 딴따라다》는 딴지일보의 문화 부문 팟캐스트 방송이다.

## 고정 출연진
시즌 1
- 탁현민
- 김조광수
- 곽현화

시즌2
- 탁현민
- 김조광수
- 곽현화
- 곽동수

## 회차 정보
시즌 1
| 회차      | 업로드 일자     | 제목                                   | 게스트                                                                             |
| --------- | --------------- | -------------------------------------- | ---------------------------------------------------------------------------------- |
| 1         | 2012년 6월 11일 | 우리는 (프롤로그)                      |                                                                                    |
| 2         | 2012년 6월 18일 | 황상민 교수, 김연아 논란에 답하다      | 황상민 교수                                                                        |
| 3         | 2012년 7월 3일  | 정치인의 스타일, 대선 후보의 패션 감각 | 문성근, 김경 Bazaar 피처 디렉터                                                    |
| 4         | 2012년 7월 9일  | 성희롱의 추억                          | 김경 Bazaar 피처 디렉터, 이숙경                                                    |
| 5         | 2012년 7월 18일 | 바캉스와 민주주의                      | 탁재형 PD(오지 탐험 전문 제작자)                                                   |
| 통합 호외 | 2012년 7월 25일 | 통합 호외 : 취중봉담                   | 나는 꼼수다팀, 나는 꼽사리다팀 나는 딴따라다팀(김조광수는 전화 통화로 목소리 출연) |
| 6         | 2012년 7월 25일 | 바캉스와 민주주의(국내편)              | 영화감독 여균동, 탁재형 PD(오지 탐험 전문 제작자)                                  |
| 7         | 2012년 8월 1일  | 문화 파업 170일, 문화방송 파업         | 김민식 PD, 장재훈 PD                                                               |
| 8         | 2012년 8월 13일 | 공지영과 의자놀이                      | 소설가 공지영, 쌍용차 노조 홍보실장 이창근                                         |
| 9         | 2012년 8월 16일 | 김광수와 티아라, 아이돌 잔혹사         | 문화평론가 김작가, 前 오마이스타 기자 하성태                                       |
| 10        | 2012년 9월 6일  | '딴따라 기자' 1호 이상호               | 이상호기자                                                                         |

시즌 2
| 회차 | 업로드 일자      | 제목                                   | 게스트                                                       |
| ---- | ---------------- | -------------------------------------- | ------------------------------------------------------------ |
| 1    | 2012년 9월 25일  | 한가위 특집 - 부모님 설득백서          | 탁재형 PD(오지 탐험 전문 제작자)                             |
| 2    | 2012년 10월 4일  | 대학에 음주를 허하라                   | 탁재형 PD(오지 탐험 전문 제작자), 최휘(성공회대 학생)        |
| 3    | 2012년 10월 8일  | 퍼스트레이디 검증쑈 with 정숙씨        | 김정숙(문재인 의원 부인)                                     |
| 4    | 2012년 10월 19일 | 나는 딴따라다와 살랑살랑               | 탁재형 PD(오지 탐험 전문 제작자)                             |
| 5    | 2012년 10월 31일 | 영화같은 현실을 꿈꾸며...              | 탁재형 PD(오지 탐험 전문 제작자), 최용배(영화 <괴물> 제작자) |
| 6    | 2012년 11월 6일  | "'라잇 온 미'와 성소수자" With. 화니.. | 탁재형 PD(오지 탐험 전문 제작자), 화니(김조광수 감독 배우자) |
| 7    | 2012년 11월 12일 | 박,문,안의 선거운동 이벤트 분석        | 탁재형 PD(오지 탐험 전문 제작자)                             |
| 8    | 2012년 11월 22일 | 정치권 막말배틀, 그 끝은 어디인가?     | 탁재형 PD(오지 탐험 전문 제작자)                             |
| 9    | 2012년 11월 27일 | '압수수색과 민주주의'                  | 최성진 <한겨레> 기자                                         |
| 10   | 2012년 12월 2일  | 연예인과 대선                          | 탁재형 PD(오지 탐험 전문 제작자), 김형석 작곡가              |

## 자매판
- 《나는 꼼수다》
- 《나는 꼽사리다》

## 참고
1. ↑  ‘나꼼수’ 문화예술 버전 ‘나는 딴따라다’ 나온다
2. ↑  ‘나는 딴따라다’ 첫방송 ‘호평’…“이년 저년 재밌네”[깨진 링크(과거 내용 찾기)]